# Antennablennius bifilum
Antennablennius bifilum är en fiskart som först beskrevs av Günther, 1861.  Antennablennius bifilum ingår i släktet Antennablennius och familjen Blenniidae. Inga underarter finns listade i Catalogue of Life.